# ABA Liga 2017-2018
La ABA Liga 2017-2018 è stata la 17ª edizione della Lega Adriatica. La vittoria del torneo fu appannaggio dei montenegrini del Budućnost Podgorica, sui serbi della Stella Rossa Belgrado.

## Squadre partecipanti
Serbia
- FMP Belgrado
- Mega Belgrado
- Partizan
- Stella Rossa

 Croazia
- Cedevita Junior
- Cibona Zagabria
- Zara

 Montenegro
- Budućnost
- Mornar Bar

 Bosnia ed Erzegovina
- Igokea

 Macedonia del Nord
- MZT Skopje

 Slovenia
- Olimpija Lubiana

## Regular season
|  | Qualificate per la Final four |
|  | Retrocessa in ABA 2 Liga      |

|     | Squadra                       | G  | V  | P  | PF   | PS   | Diff. | P.ti |
| --- | ----------------------------- | -- | -- | -- | ---- | ---- | ----- | ---- |
| 1.  | Stella Rossa mts Belgrado     | 22 | 19 | 3  | 1955 | 1679 | +276  | 41   |
| 2.  | Budućnost VOLI Podgorica      | 22 | 17 | 5  | 1863 | 1661 | +202  | 39   |
| 3.  | Cedevita Zagabria             | 22 | 17 | 5  | 1798 | 1645 | +153  | 39   |
| 4.  | Mornar Bar                    | 22 | 14 | 8  | 1825 | 1790 | +35   | 36   |
| 5.  | Partizan NIS Belgrado         | 22 | 11 | 11 | 1936 | 1893 | +43   | 33   |
| 6.  | Zadar                         | 22 | 10 | 12 | 1846 | 1885 | -39   | 32   |
| 7.  | Petrol Union Olimpija Lubiana | 22 | 10 | 12 | 1738 | 1793 | -55   | 32   |
| 8.  | FMP Belgrado                  | 22 | 9  | 13 | 1756 | 1763 | -7    | 31   |
| 9.  | Mega Bemax                    | 22 | 8  | 14 | 1849 | 1858 | -9    | 30   |
| 10. | Igokea Aleksandrovac          | 22 | 7  | 15 | 1782 | 1876 | -94   | 29   |
| 11. | Cibona Zagabria               | 22 | 7  | 15 | 1754 | 1890 | -136  | 29   |
| 12. | MZT Skopje Aerodrom           | 22 | 3  | 19 | 1659 | 2028 | -369  | 25   |

## Playoff

### Tabellone
|  | Semifinali | Semifinali      | Semifinali |           |    | Finale       | Finale | Finale |  |
|  |            |                 |            |           |    |              |        |        |  |
|  | 1.         | Stella Rossa    | 2          |           |    |              |        |        |  |
|  | 1.         | Stella Rossa    | 2          |           |    |              |        |        |  |
|  | 4.         | Mornar Bar      | 1          |           |    |              |        |        |  |
|  | 4.         | Mornar Bar      | 1          |           | 1. | Stella Rossa | 1      |        |  |
|  |            |                 |            |           | 1. | Stella Rossa | 1      |        |  |
|  |            |                 | 2.         | Budućnost | 3  |              |        |        |  |
|  | 2.         | Budućnost       | 2.         | Budućnost | 3  | 2            |        |        |  |
|  | 2.         | Budućnost       |            |           |    |              |        |        |  |
|  | 3.         | Cedevita Junior | 1          |           |    |              |        |        |  |

### Semifinali
| Squadra 1                 | Totale | Squadra 2         | Gara 1 | Gara 2 | Gara 3 |
| ------------------------- | ------ | ----------------- | ------ | ------ | ------ |
| Stella Rossa mts Belgrado | 2 - 1  | Mornar Bar        | 91-63  | 84-88  | 88-69  |
| Budućnost VOLI Podgorica  | 2 - 1  | Cedevita Zagabria | 84-83  | 75-82  | 72-57  |

### Finale
| Squadra 1                 | Totale | Squadra 2                | Gara 1 | Gara 2 | Gara 3 | Gara 4 | Gara 5 |
| ------------------------- | ------ | ------------------------ | ------ | ------ | ------ | ------ | ------ |
| Stella Rossa mts Belgrado | 1 - 3  | Budućnost VOLI Podgorica | 76-80  | 69-59  | 77-78  | 73-77  |        |

| Lega Adriatica 2017-2018      |
| ----------------------------- |
| Budućnost Podgorica 1º titolo |

## Squadra vincitrice
| N° | Naz.                            | Ruolo | Sportivo          |  | Alt. |  |
| -- | ------------------------------- | ----- | ----------------- |  | ---- |  |
| 2  | Montenegro (bandiera)           | P     | Nikola Ivanović   |  | 190  |  |
| 4  | Montenegro (bandiera)           | G     | Suad Šehović      |  | 197  |  |
| 5  | Kosovo (bandiera)               | AG    | Justin Doellman   |  | 206  |  |
| 6  | Montenegro (bandiera)           | AC    | Filip Barović     |  | 206  |  |
| 7  | Bosnia ed Erzegovina (bandiera) | AP    | Srđan Kočić       |  | 201  |  |
| 8  | Montenegro (bandiera)           | G     | Sead Šehović      |  | 196  |  |
| 9  | Montenegro (bandiera)           | G     | Milić Starovlah   |  | 196  |  |
| 10 | Bosnia ed Erzegovina (bandiera) | P     | Nemanja Gordić    |  | 192  |  |
| 12 | Montenegro (bandiera)           | AP    | Bogdan Bojić      |  | 201  |  |
| 13 | Montenegro (bandiera)           | AG    | Aleksa Ilić       |  | 204  |  |
| 19 | Montenegro (bandiera)           | C     | Zoran Nikolić     |  | 212  |  |
| 22 | Stati Uniti (bandiera)          | G     | Kyle Gibson       |  | 196  |  |
| 30 | Montenegro (bandiera)           | P     | Petar Popović     |  | 195  |  |
| 33 | Canada (bandiera)               | AC    | Kyle Landry       |  | 207  |  |
| 34 | Montenegro (bandiera)           | AG    | Danilo Nikolić    |  | 205  |  |
|    | Serbia (bandiera)               | All.  | Aleksandar Džikić |  |      |  |

## Premi e riconoscimenti
- ABA Liga MVP:  Luka Žorić,  Cibona Zagabria[1]
- ABA Liga Finals MVP:  Nemanja Gordić,  Budućnost[2]
- Miglior prospetto:  Džanan Musa,  Cedevita Junior[3]
- Quintetto ideale:[4]
  -  Taylor Rochestie,  Stella Rossa
  -  Nemanja Gordić,  Budućnost
  -  Džanan Musa,  Cedevita Junior
  -  Novica Veličković,  Partizan
  -  Uroš Luković,  Mornar Bar